# Kalarippayat
Kalarippayat (Malayalam für „Kampfplatzübung“) oder Kalarippayattu ist eine alte indische Kampfkunst, die ursprünglich in Kerala entstand und die noch heute in Südindien verbreitet ist. 
Historische Wurzeln hat die Kampftechnik im Vorgehen altindischer Kriegsführer, die, um unnötiges Blutvergießen ihrer Armeen zu vermeiden, zwei Kalarippayat-Kämpfer gegeneinander antreten ließen, die für ihre Herrscher ein Duell auf Leben und Tod austrugen. Die Krieger rekrutierten sich aus der matriarchalisch regierten Gesellschaft der Nair und stellten die Elite-Leibgarde der Maharadschas. Kalarippayat-Krieger galten als besonders furchtlos und ihren Herrschern ergeben und verwickelten während der britischen Eroberung die Kolonialmacht erfolgreich in einige Auseinandersetzungen.

## Geschichte
Man vermutet, dass das Kalarippayat eine rein indische Kriegskunst ohne äußere Einflüsse ist. Zum einen wird sie fast nur in ländlichen Gegenden praktiziert, deren Bewohner für ihre Tradition und ihren Erzkonservatismus bekannt sind und somit fremde Traditionen nur selten annehmen. Zum anderen findet man ähnliche Formen der Bewegungen im klassischen indischen Tanz.
Ein Meister und Lehrer (Gurukal) des Kalarippayat ist in seinem Dorf nicht nur Meister der Kampfkünste, sondern zumeist auch der Dorfarzt. Besonders im Behandeln von Knochenbrüchen, Quetschungen, Stauchungen und in der indischen Ayurveda-Heilkunst sind diese Meister sehr gefragt. Ihre im Ayurveda verwurzelten sogenannten Kalari-Massagen (beispielsweise Kalari Uzhichil, Kalari Nadi Uzhichil) werden inzwischen auch in der westlichen Welt immer populärer.
Während der britischen Kolonialzeit wurde Kalarippayat verboten, doch die Tradition lebte im Verborgenen weiter und darf seit 1947 wieder offen praktiziert werden. 
Im heutigen südlichen Indien gibt es zwei Stilrichtungen, die fest an zwei Volksgruppen gebunden sind. Nur an den Grenzen der beiden Volksgruppen scheint eine Mischung der Kampfstile zu entstehen. Mitte der 1990er erlebte die Kampfkunst eine neue Hochblüte, in der sich mehr als 500 Schulen der Lehrtradition verschrieben.

## Prinzip und Technik
Das Kalarippayat ist eine waffenlose Kriegskunst, die aber nicht verbietet, Waffen einzusetzen. Für diese wurden allerdings keine eigenen Formen erstellt, da sie nur als Verlängerung des Körpers verstanden werden. Eng verbunden sind viele Techniken mit einer anderen indischen Kriegskunst, dem Vajramushti, das auch die chinesische Shaolin-Kampfkunst beeinflusst hat.

### Nördlicher Stil
Der nördliche Stil wird von den Nayar, einem Malayalam sprechenden Volk praktiziert. Wichtige Zentren befinden sich zwischen den Städten Calicut und Kottayam.
Die Übungen finden in einem so genannten Dorfkalari statt. Kalari sind Gebäude mit festgelegten Maßen: vierzehn Meter lang und sieben Meter breit. Ihr Fußboden ist einen Meter tiefer gelegen. Im Kalari finden nicht nur die Kampfübungen statt, sondern es dient zugleich als Praxis und Sprechstundenraum des Meisters, in dessen Eigentum es sich auch befindet. Der nördliche Stil wird sehr geheim gehalten, deswegen finden die meisten Übungen oft nachts statt. Technisch gesehen beinhaltet der nördliche Stil hohe Sprünge und Tritte, Blöcke und Schläge mit fast ausgestreckten Armen sowie tiefe Stellungen und weite Ausfallschritte. Das Training besteht aus Bewegungsformen, die Suvadus genannt werden und deren Atemtechnik wahrscheinlich aus dem Yoga übernommen worden ist.

### Südlicher Stil
Der südliche Stil wird überwiegend von Tamilen praktiziert. Wichtigste Zentren sind die südlichste Spitze Indiens und Chennai (das ehemalige Madras). Im Gegensatz zum nördlichen Stil wird der südliche Stil im Freien und am hellen Tag ausgeführt. Der Trainingsplatz befindet sich mitten im Dorf an einem schattigen Platz.
Im südlichen Stil findet man mehr kreisförmige Bewegungen, deren Blöcke mit offenen Händen und angewinkelten Armen ausgeführt werden. Es gibt weniger Sprünge und sämtliche Bewegungsformen wirken etwas rauer als der nördliche Stil. Es wird dafür mehr auf eine feste Stellung und den kräftigen Einsatz von Armen und Schultern wert gelegt.

## Film
- Kalarippayat – Kampfkunst der Götter, TV-Reportage von Bernard Guerri, 65 Minuten, Frankreich 1996